# Béisbol en Venezuela

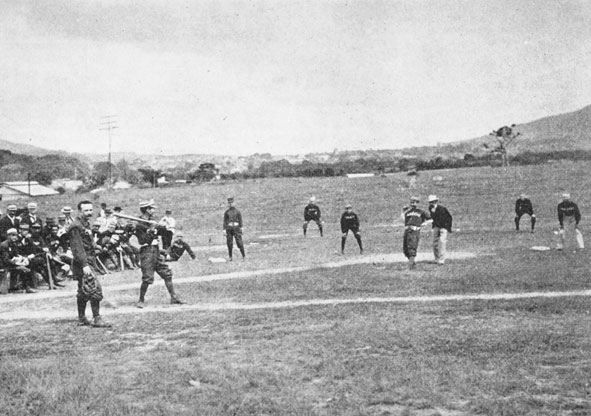
Jugadores del Caracas B.B.C posan un juego para una foto en El Cojo Ilustrado en 1895.

El Béisbol en Venezuela se remonta desde finales del siglo XIX, cuando llegaron a Caracas algunos estudiantes venezolanos provenientes de universidades en los Estados Unidos, quienes volvieron con bates, guantes, pelotas y otros implementos para la práctica del deporte. Luego, la influencia cultural ejercida desde el siglo XX por las empresas petroleras estadounidenses ubicadas en el territorio venezolano contribuyó a la diseminación del béisbol en el país. Actualmente, el béisbol es el deporte más popular en Venezuela debido a su profunda conexión cultural y su impacto en la identidad nacional. Ha evolucionado hasta convertirse en una tradición arraigada, con la Liga Venezolana de Béisbol Profesional (LVBP) y la Liga Mayor de Béisbol Profesional (LMBP) como pilares de la competencia local.

## Historia

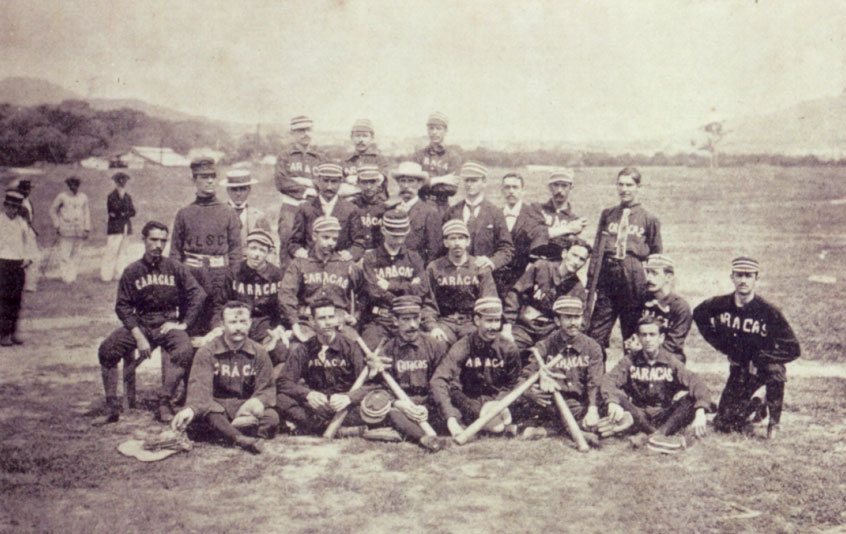
Caracas B.B.C. (1895).

En mayo de 1895, los hermanos Amenodoro, Emilio, Gustavo y Augusto Franklin establecieron el primer club de béisbol organizado del país: el «Caracas B.B.C.». El club se formó entre aquellos que practicaban en un campo abierto frente a la antigua estación de tren de Quebrada Honda que posteriormente fue bautizado «Campo de Ejercicios del Caracas Baseball Club». El primer juego oficial de béisbol en Venezuela se realizó el 23 de mayo de 1895, siendo el evento reseñado en el diario El Tiempo.  Se enfrentaron dos equipos del Caracas B.B.C: «Rojos» y «Azules». Los azules, dirigido por Amenodoro Franklin, ganaron con marcador de 28 carreras contra 19. Entre los jugadores se encontraban venezolanos que habían estudiado en los Estados Unidos, y tres cubanos residentes en Caracas.
Después aparecieron otros clubes, principalmente en Caracas. Por lo general estos se denominaban de acuerdo a la urbanización o barrio del que provenían. Tales fueron los casos de los equipos caraqueños «San Bernardino», «Los Samanes» y «Vargas». En 1917 se creó el equipo Magallanes. Tenía sus prácticas en un sector de Catia, que es conocido desde entonces como el barrio «Los Magallanes de Catia». PN 
En 1927 se fundó la Federación Venezolana de Béisbol, que organizó en ese mismo año el primer campeonato oficial, que contó con la participación de los equipos «San Martín», «Royal Criollos», «Santa Marta» y «Maracay". En la siguiente temporada se inició lo que se convertiría en la rivalidad más notable del béisbol venezolano entre los equipos Royal Criollos y Magallanes. En 1931, Gonzalo Gómez, hijo del presidente Juan Vicente Gómez, creó el equipo «Concordia». Gonzalo Gómez trajo al lanzador cubano Martín Dihigo. En 1932 Dihigo obtuvo seis victorias en la liga, sin haber sido derrotado. 

### Los Héroes del 41
En 1941, la selección de béisbol de Venezuela fue campeona de la Copa Mundial de Béisbol jugada en la La Habana, Cuba. Este logro impulsó la popularidad del deporte en el país. La mayoría de los peloteros pertenecían al equipo Patriotas de Venezuela, club que había ganado el campeonato local de aquel año. El presidente Isaías Medina Angarita decretó el 22 de octubre, fecha en que se disputó la final de la Copa Mundial, como Día nacional del deporte.
El equipo venezolano derrotó a la favorita Cuba defensora del título mundial por marcador de 3 carreras por 1.
ROSTER DE LOS CAMPEONES DEL MUNDO DEL 41:
Venezuela obtuvo posteriormente los títulos mundiales de 1944 y 1945, derrotando en las finales a México y Colombia respectivamente, sin embargo, los jugadores del equipo de 1941 siguen siendo considerados como los máximos héroes en la historia de las selecciones nacionales de Venezuela en cualquier deporte hasta la fecha.

## Ligas Nacionales
La Liga Venezolana de Béisbol Profesional (LVBP) es la de mayor nivel profesional en Venezuela. Se realiza en el periodo de invierno (desde octubre hasta febrero). Fue fundada el 27 de diciembre de 1945 por Martín Tovar Lange, Carlos Lavaud, Juan Rafael Regetti y Juan Antonio Yánez, quienes eran los dueños de los equipos Cervecería Caracas (Hoy Leones del Caracas), Navegantes del Magallanes, Sabios del Vargas y Patriotas de Venezuela.
Otras ligas importantes son la Liga Mayor de Béisbol Profesional, y la Liga Paralela.

## Venezolanos en las Grandes Ligas
Más de 350 peloteros venezolanos han jugado en las Grandes Ligas de Béisbol. Entre ellos se destacan:
- Luis Aparicio Ortega (1934, campocorto) - 13 apariciones en el Juego de Estrellas, 9 Guantes de Oro, Miembro del Salón de la Fama
- Víctor Davalillo (1939, bateador / jardinero) - 2 apariciones en el Juego de Estrellas, 1 Guante de Oro
- David Concepción (1948, campocorto) - 9 apariciones en el Juego de Estrellas, 5 Guantes de Oro, 2 Bates de Plata
- Andrés Galarraga (1961, primera base) - 5 apariciones en el Juego de Estrellas, 2 Guantes de Oro, 2 Bates de Plata
- Omar Vizquel (1967, campocorto) - 3 apariciones en el Juego de Estrellas, 11 Guantes de Oro
- Víctor Martínez (1978, primera base, bateador designado, receptor) - 5 apariciones en el Juego de Estrellas, 2 Bates de Plata
- Magglio Ordóñez (1974, jardinero) - 6 apariciones en el Juego de Estrellas, 3 Bates de Plata
- Johan Santana (1979, lanzador) - 4 apariciones en el Juego de Estrellas, 2 premios Cy Young, 1 Triple Corona, 2 Guantes de Oro, 1 no hitter
- Francisco Rodríguez (1982, lanzador) - 6 apariciones en el Juego de Estrellas
- Miguel Cabrera (1983, primera base / tercera base) - 11 apariciones en el Juego de Estrellas, 7 Bates de Plata, 1 Triple Corona de Bateo
- Félix Hernández (1986, lanzador) - 6 apariciones en el Juego de Estrellas, 1 premio Cy Young, 1 juego perfecto
- Salvador Pérez (1990, receptor) - 5 apariciones en el Juego de Estrellas, 4 Guantes de Oro, 1 Bate de Plata, MVP de la Serie Mundial 2015
- José Altuve (1990, segunda base) - 5 apariciones en el Juego de Estrellas, 1 Guante de Oro, 3 Bates de Plata